# Космос-929
Космос-929 је један од преко 2400 совјетских вјештачких сателита лансираних у оквиру програма Космос.
Космос-929 је лансиран са космодрома Тјуратам, Бајконур, СССР, 17. јула 1977. Ракета-носач Протон је поставила сателит у орбиту око планете Земље. 